# Pseudodiosaccopsis rufescens
Pseudodiosaccopsis rufescens är en kräftdjursart som först beskrevs av Alessandro Brian 1925.  Pseudodiosaccopsis rufescens ingår i släktet Pseudodiosaccopsis och familjen Diosaccidae. Inga underarter finns listade i Catalogue of Life.